# 1135

## Esdeveniments
- Geoffroy de Monmouth comença a escriure les històries que serviran de base per a la llegenda del rei Artús.

## Naixements
- 30 de març - Còrdova, Emirat Almoràvit: Maimònides, metge i filòsof autor de la Mishneh Torah (m. 1294).[1]
- Chrétien de Troyes, escriptor.
- Granada: ar-Rakuniyya, poeta andalusina.

## Necrològiques
Països Catalans
- Berenguer I de Queralt, senyor de Santa Coloma de Queralt.

Món
- 6 de juliol - Lieja: Alexandre I, príncep bisbe de Lieja.